# San Pedro Ayacaxtepec
San Pedro Ayacaxtepec är en ort i Mexiko.   Den ligger i kommunen Santa María Alotepec och delstaten Oaxaca, i den sydöstra delen av landet, 400 km sydost om huvudstaden Mexico City. San Pedro Ayacaxtepec ligger 1 499 meter över havet och antalet invånare är 595.
Terrängen runt San Pedro Ayacaxtepec är bergig åt sydväst, men åt nordost är den kuperad. Runt San Pedro Ayacaxtepec är det glesbefolkat, med 20 invånare per kvadratkilometer. Närmaste större samhälle är La Candelaria, 12,3 km nordväst om San Pedro Ayacaxtepec. I omgivningarna runt San Pedro Ayacaxtepec växer i huvudsak städsegrön lövskog.